# Сант Алфио
Сант Алфио (итал. Sant'Alfio) је насеље у Италији у округу Катанија, региону Сицилија.
Према процени из 2011. у насељу је живело 1512 становника. Насеље се налази на надморској висини од 586 м.

## Становништво
Према резултатима пописа становништва 2011. у општини је живело 1.981 становника.
| 1931. | 1936. | 1951. | 1961. | 1971. | 1981. | 1991. | 2001. | 2011. |
| ----- | ----- | ----- | ----- | ----- | ----- | ----- | ----- | ----- |
| 3.779 | 3.388 | 2.175 | 2.124 | 2.011 | 1.742 | 1.666 | 1.647 | 1.981 |